# Peixotoa glabra
Peixotoa glabra é uma espécie de planta do gênero Peixotoa e da família Malpighiaceae.

## Taxonomia
A espécie foi descrita em 1833 por Adrien-Henri de Jussieu.

## Forma de vida
É uma espécie rupícola, terrícola e arbustiva.

## Descrição
| Folha                                         | Folha                       |
| --------------------------------------------- | --------------------------- |
| estípula da inflorescência presença e tamanho | 5 milímetros de comprimento |
| Inflorescência                                |                             |
| sinflorescência                               | umbela agrupada em dicásio  |
| número de flores da umbela                    | 4 flor                      |

## Conservação
A espécie faz parte da Lista Vermelha das espécies ameaçadas do estado do Espírito Santo, no sudeste do Brasil. A lista foi publicada em 13 de junho de 2005 por intermédio do decreto estadual nº 1.499-R.

## Distribuição
A espécie é encontrada nos estados brasileiros da Bahia, Goiás e Minas Gerais.
A espécie é encontrada no domínio fitogeográfico de Cerrado, em regiões com vegetação de campos rupestres.